# Peter Freiburghaus
Peter Freiburghaus (* 17. Februar 1947 in Neuenegg; † 4. Juli 2022) war ein Schweizer Schauspieler, Komiker, Regisseur und Autor.

## Leben und Wirken
Nachdem Freiburghaus in Lausanne maturiert hatte, wurde er von 1969 bis 1972 an der Hochschule für Musik und Theater Bern zum Schauspieler ausgebildet. Danach wirkte er von 1972 bis 1976 an verschiedenen Theatern in Deutschland und der Schweiz in Bern, Berlin und New York als Schauspieler, Regisseur und Autor. Freiburghaus war Mitbegründer des Bildertheaters Berlin und des Zampanoo’s Variété in Bern. Letzteres leitete er von 1976 bis 1986 und war dort als Autor, Regisseur und Schauspieler tätig. 1991 gründete er mit seiner Lebensgefährtin Antonia Limacher das Duo Fischbach. Ihre Darstellung als Hauswartsehepaar aus der Provinz hatte grossen Erfolg. Auf ihr erstes Programm „Fischbachs Weihnacht“ folgte 1992 „Fischbachs Hochzeit“, 1996 „Fischbachs Kinder“ (bis 2001) und 1998 „Fischbachs im Knie“. 2008 gründete er das Theater Duo Fischbach in Küssnacht am Rigi zusammen mit Jeannette Tanner. 2017 beendete er seine Arbeit mit dem Duo Fischbach, da er an Hautkrebs erkrankt war. Das Theater wurde an Jeannette Tanner verkauft.
Freiburghaus starb am 4. Juli 2022 im Alter von 75 Jahren.

## Komödien
- 1990: Fischbachs Weihnacht, Regie: Alexander Stoia
- 1992: Fischbachs Hochzeit
- 1996–2001: Fischbachs Kinder
- 1998: Fischbachs im Knie
- 2003: Fischbachs Hochzeit (Wiederaufnahme)
- 1998 und 2004: Zirkus Fischbach
- 2005: Türkischer Honig oder Fischbachs Erbe
- 2015: Endspurt

## Filmografie
- 1984: Motel (Schweizer TV-Serie)
- 1989: Pestalozzis Berg (Spielfilm)
- 1990: Die Wandlung (Film von Arne Nannestad)
- 1991: Tatort: Kameraden
- 2012: Nebelgrind (Filmdrama)
- 2012: Tatort: Hanglage mit Aussicht
- 2013: Dinu
- 2017: Lotto
- 2017: Die göttliche Ordnung (Filmdrama)

## Auszeichnungen
- 2012: Prix Walo
- 2013: Schweizer Fernsehfilmpreis